# Discografia di Noemi
La discografia di Noemi, cantante pop italiana, è costituita da sei album in studio, uno dal vivo, un EP, trentaquattro singoli e trentotto video musicali (inclusi quelli come artista ospite), pubblicati dal 2009.

## Album

### Album in studio
| Anno                                                         | Titolo | Classifiche | Classifiche | Certificazioni     |
| Anno                                                         | Titolo | ITA         | EUR         | Certificazioni     |
| ------------------------------------------------------------ | --- | ----------- | ----------- | ------------------ |
| 2009                                                         | Sulla mia pelle - Pubblicato: 2 ottobre 2009 - Etichetta: Sony Music - Formati: CD, download digitale, streaming                      | 3           | 42          | - ITA: Platino (2) |
| 2011                                                         | RossoNoemi - Pubblicato: 22 marzo 2011 - Etichetta: Sony Music - Formati: CD, download digitale, streaming                            | 6           | —           | - ITA: Platino     |
| 2014                                                         | Made in London - Pubblicato: 20 febbraio 2014 - Etichetta: Sony Music - Formati: CD, download digitale, streaming                     | 2           | —           |                    |
| 2016                                                         | Cuore d'artista - Pubblicato: 12 febbraio 2016 - Etichetta: Red Sap Music, Sony Music - Formati: CD, LP, download digitale, streaming | 6           | —           |                    |
| 2018                                                         | La luna - Pubblicato: 9 febbraio 2018 - Etichetta: Red Sap Music, Sony Music - Formati: CD, LP, download digitale, streaming          | 13          | —           |                    |
| 2021                                                         | Metamorfosi - Pubblicato: 5 marzo 2021 - Etichetta: Red Sap Music, Sony Music - Formati: CD, LP, download digitale, streaming         | 17          | —           | - ITA: Oro         |
| 2025                                                         | Nostalgia - Pubblicato: 28 febbraio 2025 - Etichetta: Columbia - Formati: CD, LP, download digitale, streaming                        | 7           | —           |                    |
| "—" indica una pubblicazione non classificata in quel paese. | |             |             |                    |

### Album dal vivo
| Anno | Titolo | Classifiche |
| Anno | Titolo | ITA         |
| ---- | --- | ----------- |
| 2012 | RossoLive - Pubblicato: 18 settembre 2012 - Etichetta: Sony Music - Formati: CD, download digitale, streaming | 11          |

## Extended play
| Anno | Titolo                                                                                                 | Classifiche | Classifiche |
| Anno | Titolo                                                                                                 | ITA         | EUR         |
| ---- | --- | ----------- | ----------- |
| 2009 | Noemi - Pubblicato: 24 aprile 2009 - Etichetta: Sony Music - Formati: CD, download digitale, streaming | 8           | 97          |

## Singoli

### Come artista principale
| Anno                                                         | Titolo                                   | Classifiche | Certificazioni     | Album di provenienza |
| Anno                                                         | Titolo                                   | ITA         | Certificazioni     | Album di provenienza |
| ------------------------------------------------------------ | ---------------------------------------- | ----------- | ------------------ | -------------------- |
| 2009                                                         | Briciole                                 | 2           | - ITA: Oro         | Noemi                |
| 2009                                                         | L'amore si odia (feat. Fiorella Mannoia) | 1           | - ITA: Platino (2) | Sulla mia pelle      |
| 2010                                                         | Per tutta la vita                        | 1           | - ITA: Platino     | Sulla mia pelle      |
| 2010                                                         | Vertigini                                | —           |                    | Sulla mia pelle      |
| 2011                                                         | Vuoto a perdere                          | 6           | - ITA: Platino     | RossoNoemi           |
| 2011                                                         | Odio tutti i cantanti                    | —           |                    | RossoNoemi           |
| 2011                                                         | Poi inventi il modo                      | —           |                    | RossoNoemi           |
| 2012                                                         | Sono solo parole                         | 3           | - ITA: Platino (2) | RossoNoemi           |
| 2012                                                         | In un giorno qualunque                   | —           |                    | RossoNoemi           |
| 2012                                                         | Se non è amore                           | 46          |                    | RossoLive            |
| 2014                                                         | Bagnati dal sole                         | 8           | - ITA: Oro         | Made in London       |
| 2014                                                         | Don't Get Me Wrong                       | —           |                    | Made in London       |
| 2014                                                         | Se tu fossi qui                          | —           |                    | Made in London       |
| 2016                                                         | La borsa di una donna                    | 29          |                    | Cuore d'artista      |
| 2016                                                         | Fammi respirare dai tuoi occhi           | —           |                    | Cuore d'artista      |
| 2016                                                         | Idealista!                               | —           |                    | Cuore d'artista      |
| 2016                                                         | Amen                                     | —           |                    | Cuore d'artista      |
| 2017                                                         | Autunno                                  | —           |                    | La luna              |
| 2017                                                         | I miei rimedi                            | 97          |                    | La luna              |
| 2018                                                         | Non smettere mai di cercarmi             | 19          |                    | La luna              |
| 2018                                                         | Porcellana                               | —           |                    | La luna              |
| 2021                                                         | Glicine                                  | 12          | - ITA: Platino     | Metamorfosi          |
| 2021                                                         | Makumba (con Carl Brave)                 | 4           | - ITA: Platino (3) | Metamorfosi          |
| 2021                                                         | Guardare giù                             | —           |                    | /                    |
| 2022                                                         | Ti amo non lo so dire                    | 11          | - ITA: Platino     | /                    |
| 2022                                                         | Hula-Hoop (con Carl Brave)               | 35          | - ITA: Platino     | /                    |
| 2022                                                         | Fuori dai guai (feat. Gemitaiz)          | —           |                    | /                    |
| 2024                                                         | Non ho bisogno di te                     | —           |                    | /                    |
| 2025                                                         | Se t'innamori muori                      | 19          | - ITA: Oro         | Nostalgia            |
| 2025                                                         | Non sono io                              | 99          |                    | Nostalgia            |
| 2025                                                         | Oh ma (con Rocco Hunt)                   | 28          |                    | Ragazzo di giù       |
| "—" indica una pubblicazione non classificata in quel paese. |                                          |             |                    |                      |

### Come artista ospite
| Anno                                                         | Titolo                              | Classifiche | Certificazioni     | Album di provenienza |
| Anno                                                         | Titolo                              | ITA         | Certificazioni     | Album di provenienza |
| ------------------------------------------------------------ | ----------------------------------- | ----------- | ------------------ | -------------------- |
| 2011                                                         | La promessa (Stadio feat. Noemi)    | 28          |                    | Diamanti e caramelle |
| 2015                                                         | L'amore eternit (Fedez feat. Noemi) | 6           | - ITA: Platino (3) | Pop-Hoolista         |
| 2021                                                         | Ispirazione (Inoki feat. Noemi)     | —           |                    | Medioego             |
| "—" indica una pubblicazione non classificata in quel paese. |                                     |             |                    |                      |

## Altri brani entrati in classifica
| Anno | Titolo                     | Classifiche | Album di provenienza               |
| Anno | Titolo                     | ITA         | Album di provenienza               |
| ---- | -------------------------- | ----------- | ---------------------------------- |
| 2009 | La costruzione di un amore | 15          | X Factor Compilation 2009 - Finale |
| 2009 | Canzone per te             | 36          | /                                  |
| 2012 | Cambiare                   | 100         | Il senso... di Alex                |
| 2014 | Acciaio                    | 63          | Made in London                     |

## Collaborazioni
| Anno | Titolo                   | Artisti | Album di provenienza             |
| ---- | ------------------------ | --- | -------------------------------- |
| 2009 | Quanto ti voglio         | Claudio Baglioni feat. Noemi e Gianluca Grignani | Q.P.G.A.                         |
| 2010 | Come si cambia           | Neri per Caso feat. Noemi | Donne                            |
| 2016 | Dedicato                 | Loredana Bertè feat. Noemi | Amici non ne ho... ma amiche sì! |
| 2016 | Amici non ne ho          | Loredana Bertè, Aida Cooper, Alessandra Amoroso, Antonella Lo Coco, Bianca Atzei, Elisa, Emma Marrone, Fiorella Mannoia, Irene Grandi, Nina Zilli, Noemi, Paola Turci e Patty Pravo | Amici non ne ho... ma amiche sì! |
| 2017 | Mi piace come sei        | Jarabe de Palo feat. Noemi | 50 Palos                         |
| 2017 | Se t'amo o no            | Syria feat. Noemi | 10 + 10                          |
| 2017 | Una spada per Lady Oscar | Cristina D'Avena feat. Noemi | Duets - Tutti cantano Cristina   |
| 2022 | Una rosa a Lambrate      | Myss Keta feat. Noemi | Club Topperia                    |
| 2023 | A modo mio               | Paola & Chiara feat. Noemi | Per sempre                       |
| 2023 | Tabasco                  | Carl Brave feat. Noemi | Migrazione                       |
| 2023 | Parole                   | Drillionaire feat. Noemi, Lazza, Tedua e Marracash | 10                               |
| 2024 | Black & Blue             | Stabber feat. Noemi e Nitro | Trueno                           |

## Video musicali
| Anno | Titolo                         | Regista/i                   |
| ---- | ------------------------------ | --------------------------- |
| 2009 | Briciole                       | Gaetano Morbioli            |
| 2009 | L'amore si odia                | Gaetano Morbioli            |
| 2010 | Per tutta la vita              | Gaetano Morbioli            |
| 2011 | Vuoto a perdere                | Fausto Brizzi               |
| 2011 | Odio tutti i cantanti          | Gaetano Morbioli            |
| 2011 | Poi inventi il modo            | Noemi è Luca Gregori        |
| 2012 | Sono solo parole               | Noemi e Sebastiano Bontempi |
| 2012 | In un giorno qualunque         | Noemi                       |
| 2012 | La promessa                    | Gaetano Morbioli            |
| 2012 | Se non è amore                 | Noemi                       |
| 2014 | Bagnati dal sole               | Noemi                       |
| 2014 | Un uomo è un albero            | Cosimo Alemà                |
| 2014 | Don't Get Me Wrong             | Mauro Russo                 |
| 2014 | Se tu fossi qui                | Claudio Zamarion            |
| 2015 | L'amore eternit                | Mauro Russo                 |
| 2016 | La borsa di una donna          | Mauro Russo                 |
| 2016 | Fammi respirare dai tuoi occhi | Cosimo Alemà                |
| 2016 | Idealista!                     | Cosimo Alemà                |
| 2016 | Finalmente liberi              | Alessandro Guida            |
| 2016 | Amen                           | Immagini autorizzate Unicef |
| 2017 | Autunno                        | Fabrizio Cestari            |
| 2017 | I miei rimedi                  | Fabrizio Cestari            |
| 2018 | Non smettere mai di cercarmi   | Fabrizio Cestari            |
| 2018 | Porcellana                     | Fabrizio Cestari            |
| 2018 | Porcellana (Shablo Remix)      | Fabrizio Cestari            |
| 2019 | Domani è un altro giorno       | Simone Spada                |
| 2020 | Ma il cielo è sempre blu       | Mauro Russo                 |
| 2021 | Ispirazione                    | Attilio Cusani              |
| 2021 | Glicine                        | Attilio Cusani              |
| 2021 | Un nuovo inizio                | —                           |
| 2021 | Makumba                        | Simone Rovellini            |
| 2021 | Guardare giù                   | —                           |
| 2022 | Ti amo non lo so dire          | Cristiano Pedrocco          |
| 2022 | Hula-Hoop                      | Simone Rovellini            |
| 2024 | Non ho bisogno di te           | Attilio Cusani              |
| 2025 | Se t'innamori muori            | Federico Mazzarisi          |
| 2025 | Non sono io                    | Amedeo Zancanella           |
| 2025 | Oh ma                          | Fabrizio Conte              |

Noemi compare, attraverso dei cameo, anche in alcuni video di brani non parte del suo repertorio.
| Anno | Titolo                                      | Artista                                                            | Regista/i                   |
| ---- | ------------------------------------------- | ------------------------------------------------------------------ | --------------------------- |
| 2006 | Dimmi come passi le notti                   | Pier Cortese                                                       | Jacopo Tartarone            |
| 2013 | Leave to Remain                             | Wara                                                               | Mikey Watts & Eliane Correa |
| 2019 | Le ragazze di Porta Venezia - The Manifesto | Myss Keta feat. La Pina, Elodie, Priestess, Joan Thiele e Roshelle | Simone Rovellini            |